# Favonigobius gymnauchen
Favonigobius gymnauchen es una especie de peces de la familia de los Gobiidae en el orden de los Perciformes.

## Morfología
Los machos pueden llegar a alcanzar los 9, cm de longitud total.

## Depredadores
En Corea es depredado por  Liparis tanakae .

## Hábitat
Es un pez de Clima subtropical y asociado a los  arrecifes de coral.

## Distribución geográfica
Se encuentra en Australia, la China (incluyendo Hong Kong), el Japón (incluyendo las Islas Ryukyu), Corea del Sur, Corea del Norte, la Micronesia, República de Palau, Taiwán y el Vietnam.

## Observaciones
Es inofensivo para los humanos.